# Renée April
Renée April é uma figurinista canadense. Sua carreira cinematográfica coleciona mais de quarenta trabalhos e inúmeras indicações a prêmios relevantes, principalmente pela produção em Million Dollar Babies (1994), Le violon rouge (1998), Grey Owl (1999) e Blade Runner 2049 (2017).